# Хаґен Ніна Василівна
Ніна Василівна Хаґен-Щербак — педагог, співзасновник школи «Еллісів» в Норвегії. Лауреат Другого міжнародного конкурсу «Найкращий учитель української мови за кордоном».

## Біографія
Народилась 22 березня 1956 року в с. Великі Кринки на Полтавщині.
Мати, Зарудняя Тетяна Опанасівна (1932—2011), народилась у с. Долинівка, колишня назва Гнилець, (Брусилівський район) Житомирської області. Працювала контролером-ревізором на залізничній станції Київ-Пасажирський Південно-Західної залізниці (Укрзалізниця). Батько, Щербак Василь Гнатович (1930—2005), народився в с. Великі Кринки Глобинського району Полтавської області. Працював автомеханіком у місті Кременчук на Полтавщині. Дід, Гнат Якимович Щербак, все життя працював учителем Великокринківської СШ в селі Великі Кринки.
Одружена.
Діти: Ірина 1976, Іван 1988, Андрій 1990. Онука: Дар'я 1998

## Освіта
У 1971 році Ніна Щербак вступила до Кременчуцького педагогічного училища, яке закінчила 1975 року, здобула кваліфікацію «вчитель початкових класів».
1975 року стала студенткою Київського педінституту (курс випускників педучилищ), здобула спеціальність «педагогіка і методика початкового навчання». Керівником курсу була відомий український педагог, автор підручників Н. Ф. Скрипченко, яка разом із студентами досліджувала проблеми розвитку загально навчальних навичок у мовленні молодших школярів та формування у них умінь та навичок читання.

## Трудова діяльність
Після набуття вищої освіти 25 років працювала вчителем у м. Миколаєві (Україна): вчила читати і писати дітей корабелів.
З 2008 року мешкає в Скандинавії. Спочатку три роки жила в Швеції. Вчила шведську мову. Там і отримала шведське громадянство. Від українського не відмовлялась.
У 2010 р. — персональна фотовиставка в Швеції
Зараз живе і працює в Норвегії. Розповідає про себе так: «Працюю у місті Осло в українській суботній школі „Еллісів“, де знайомлю учнів з традиціями українського народу, зокрема зі святами, з народною творчістю, леґендами, українськими іграшками. Провожу майстер-класи з виготовлення ляльки для норвезьких родин. Це наша оаза українства на чужині. Більшість діток народжені за кордоном, зростають далеко від історичної Батьківщини. Тож важливо, щоб культура України була інтегрована в навчальні програми суботньої школи „Еллісів“. Без знання традицій, мови „пуповина“ з Україною була б обірвана».
Українську школу «Еллісів» в Осло започаткувала 2016 року з командою однодумців. Ідея Школи виникла у травні 2015 року, після створення першого в Норвегії осередку Українського Пласту, де розпочалися заняття за програмою для наймолодших, 6-7 річних пластунів-новачків. Згодом при Пласті запрацював гурток української мови, а вже в лютому 2016 року було оголошено про відкриття нової української школи. Першими учнями стали діти від 6 до 11-12 років. Ніна Хаген зауважує, що мовний рівень дітей в Україні і в Норвегії є різним, тому українські освітяни намагалися дати «легкий» мовний старт у Пласті. Після деяких вагань, аналізу ситуації та оцінки власних можливостей вони розпочали освітню діяльність. У закордонні існують різні моделі українських шкіл: є ігрові групи, котрі 1-2 рази на місяць займаються вивченням літер, пісень, казок, відзначають спільно свята, є школи, де українська вивчається як іноземна — переважно для 4-5 поколінь діаспорян-земляків, а є школи, де можна вивчити українську за програмами з України. Це найважчий шлях, адже всі учні Школи отримують ще й обов'язкову норвезьку освіту.

## Участь у світових форума, конгресах, конференціях
Учасниця VI Всесвітнього Форуму Українців, 20-22 серпня 2016 р. у Києві.
Учасниця Конференції «Українська мова в світі» (Національний Університет «Львівська Політехніка»). 9 листопада 2016 р. вчителі з 14 країн світу говорили про викладання української мови поза межами України. Відбулися презентації нових навчальних видань з української мови як іноземної.
Учасниця відзначення 50-ліття Світового Конґресу Українців під час Днів української діаспори. 27-29 серпня 2017 р., Львів.
Учасниця Першого світового форуму українознавчих суботніх та недільних шкіл у «Львівській політехніці» (17 — 22 серпня 2918 р.). У заході взяли участь понад 250 учасників та гостей із 36 країн світу. У Львові вчителі з 36 країн світу дефілювали у вишиванках. Всі учасниці незвичного показу мод приїхали на перший світовий форум українознавчих суботніх та недільних шкіл. Вони ділилися своїм досвідом, а насамкінець форуму вийшли на подіум у вишиванках.
Роботи учнів школи були представлені на виставці малюнків «Ми — діти твої, Україно!», організованій Товариством зв'язків з українцями за межами України… «Україна-Світ» у червні 2016 р.
12 травня 2016 р. в Осло, у Посольстві України, відбулася зустріч українців Норвегії із президентом Всесвітній Конгрес Українців паном Євгеном Чолієм. Eugene Czolij
Український культурно-освітній центр в Осло, Королівство…

## Виставки
Про ляльки - 2020 https://www.ukrainere.no/2020/02/28/news/oslo/1570/ [Архівовано 1 березня 2020 у Wayback Machine.]
виставка мотанок https://www.facebook.com/ukrainewithlove2019/photos/pcb.140377664115155/140374760782112/?type=3&theater
Номінантка конкурсу майстринь та майстрів українського Handmade «Ukraine with love» 2020
Майстриня слідкує за процесами збереження лялькарства в Україні.
Брала участь у проєкті Али Стоян «Таїна української ляльки», у міжнародній виставці авторських ляльок «Ляльковий Подіум».

## Відзнаки
Переможець конкурсу «Найкращий учитель української мови за кордоном» (наказ МОН № 618 від 3 червня 2016 р.)